# Verwaltungsgemeinschaft Mitterteich
Die Verwaltungsgemeinschaft Mitterteich liegt im Oberpfälzer Landkreis Tirschenreuth und wird von folgenden Gemeinden gebildet:
1. Leonberg, 1039 Einwohner, 51,34 km²
2. Mitterteich, Stadt, 6644 Einwohner, 39,38 km²
3. Pechbrunn, 1311 Einwohner, 26,46 km²

Sitz der Verwaltungsgemeinschaft ist Mitterteich.
Der Verwaltungsgemeinschaft gehörte von der Gründung am 1. Mai 1978 bis 31. Dezember 1979 auch die Marktgemeinde Konnersreuth an.